# Bocairent
Bocairent là một đô thị ở comarca Vall d'Albaida cộng đồng Valencia, Tây Ban Nha. Đô thị này có diện tích 96,98 km², dân số thời điểm năm 2006 là 4344 người.